# Escala Bark

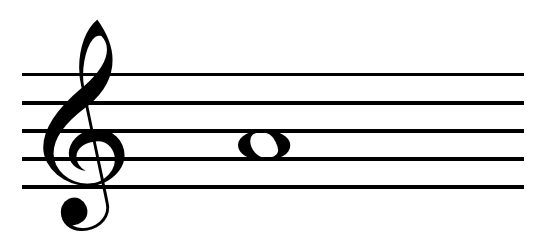
A440. 440 Hz = 4.21 o 4.39

L'escala Bark és una escala psicoacústica proposada per Eberhard Zwicker el 1961. S'anomena així gràcies a Heinrich Barkhausen, qui va proposar la primera mesura subjectiva de sonoritat.
L'escala va d'1 a 24 i correspon a les primeres 24 bandes crítiques de l'oïda.
Es relaciona directament amb l'escala mel, però és menys populars.

## Bandes crítiques de l'escala Bark
| Nombre | Freqüència central (Hz) | Freqüència de tall (Hz) | Amplada de banda (Hz) |
| ------ | ----------------------- | ----------------------- | --------------------- |
|        |                         | 20                      |                       |
| 1      | 50                      | 100                     | 80                    |
| 2      | 150                     | 200                     | 100                   |
| 3      | 250                     | 300                     | 100                   |
| 4      | 350                     | 400                     | 100                   |
| 5      | 450                     | 510                     | 110                   |
| 6      | 570                     | 630                     | 120                   |
| 7      | 700                     | 770                     | 140                   |
| 8      | 840                     | 920                     | 150                   |
| 9      | 1000                    | 1080                    | 160                   |
| 10     | 1170                    | 1270                    | 190                   |
| 11     | 1370                    | 1480                    | 210                   |
| 12     | 1600                    | 1720                    | 240                   |
| 13     | 1850                    | 2000                    | 280                   |
| 14     | 2150                    | 2320                    | 320                   |
| 15     | 2500                    | 2700                    | 380                   |
| 16     | 2900                    | 3150                    | 450                   |
| 17     | 3400                    | 3700                    | 550                   |
| 18     | 4000                    | 4400                    | 700                   |
| 19     | 4800                    | 5300                    | 900                   |
| 20     | 5800                    | 6400                    | 1100                  |
| 21     | 7000                    | 7700                    | 1300                  |
| 22     | 8500                    | 9500                    | 1800                  |
| 23     | 10500                   | 12000                   | 2500                  |
| 24     | 13500                   | 15500                   | 3500                  |

Com que les mesures directes de les bandes crítiques estan subjectes a error, els valors de la taula s'han arrodonit.

## Conversions
{\displaystyle \mathrm {Bark} =13\arctan(0,76f/1000)+3,5\arctan((f/7500)^{2}).}
o (traunmuller 1990) 
{\displaystyle \mathrm {Bandacritica(bark)} =[26.81/(1+1960/f)]-0.53} amb f en Hz.
Si < 2 afegir 0.15*(2-resultat)
Si > 20.1 afegir 0.22*(resultat-20.1)
{\displaystyle \mathrm {Ampladadebanda(Hz)} =52548/(z^{2}-52.56z+690.39)} amb z en Bark.